# Chí Thiện (ca sĩ)
Trần Chí Thiện (sinh ngày 5 tháng 4 năm 1988), thường được biết đến với nghệ danh Chí Thiện, là một nam ca sĩ, diễn viên, người dẫn chương trình người Việt Nam, hiện là Ủy viên Trung ương Hội Liên hiệp Thanh niên Việt Nam khoá VIII (2019 - 2024).

## Tiểu sử
Chí Thiện tên đầy đủ là Trần Chí Thiện, sinh ngày 5 tháng 4 năm 1988 tại Thành phố Hồ Chí Minh. Vì anh là con lai Việt – Thái khi cha anh là người Việt và mẹ anh là người Thái, cộng thêm vai chính của anh trong bộ phim "Hoàng tử xấu trai" mà anh còn có biệt danh là "Hoàng tử lai". Cha Chí Thiện từng là một nghệ sĩ giành được Huy chương Vàng tại Hội diễn văn nghệ toàn quốc, cái tên "Chí Thiện" cũng là nghệ danh ngày xưa của ông.

## Sự nghiệp
Chí Thiện tham gia nghệ thuật từ năm 2007 với vai trò là ca sĩ thành viên của nhóm La Thăng (A#) (cùng với Trịnh Thăng Bình & Lưu Minh Tuấn). Đến tháng 9 năm 2009, Chí Thiện chính thức xuất hiện với tư cách ca sĩ solo và độc quyền của công ty Viet Talent Entertainment.
Năm 2008, anh bắt đầu sự nghiệp diễn viên khi tham gia bộ phim truyền hình Bỗng dưng muốn khóc với một vai phụ. Đây cũng là bước đệm để anh nhận được vai chính đầu tiên trong bộ phim điện ảnh ăn khách Giải cứu thần chết của đạo diễn Nguyễn Quang Dũng trong năm 2009. Mặc dù lúc bấy giờ, Chí Thiện và nữ chính bộ phim là Minh Hằng đều là những gương mặt mới của giới điện ảnh Việt Nam, nhưng bộ phim đã nhanh chóng đạt được doanh thu 20 tỷ đồng, lập nên một kỷ lục mới cho phim tết, trở thành bộ phim Việt có doanh thu cao nhất năm 2009.
Năm 2018, anh được Thành phố Hồ Chí Minh vinh danh là 1 trong 9 "Công dân trẻ tiêu biểu" của thành phố năm 2018.

## Tác phẩm

### Âm nhạc

#### Ca khúc tiêu biểu
| Năm  | Tên                                | Ghi chú            | Album             | Nguồn         |
| ---- | ---------------------------------- | ------------------ | ----------------- | ------------- |
| 2010 | Ngày hôm qua tình ngủ quên         |                    |                   |               |
| 2010 | Một ngày ý nghĩa                   |                    |                   | [ 11 ]        |
| 2010 | Tia nắng đầu tiên                  |                    |                   | [ 12 ]        |
| 2010 | Lời của giấc mơ                    |                    |                   |               |
| 2011 | Ta thuộc về nhau                   | Kết hợp với Hòa Mi |                   | [ 13 ] [ 14 ] |
| 2011 | Hãy nói yêu thôi, đừng nói yêu mãi |                    |                   | [ 13 ]        |
| 2016 | Dằn vặt trong anh                  |                    | Dằn vặt trong anh | [ 15 ]        |
| 2016 | Nhớ nhà                            | Đĩa đơn            |                   | [ 16 ]        |
| 2018 | Quan trọng là thần thái            |                    |                   | [ 17 ]        |
| 2020 | Rời xa anh                         |                    |                   | [ 18 ]        |

#### MV
| Năm  | Ca khúc                     | Ghi chú                                                   | Nguồn         |
| ---- | --------------------------- | --------------------------------------------------------- | ------------- |
| 2013 | Thiên đường có mưa không em |                                                           | [ 19 ] [ 20 ] |
| 2015 | Liên khúc Giáng sinh        | Kết hợp với ca sĩ nhí Bảo An, quay tại Singapore          | [ 21 ] [ 22 ] |
| 2016 | Dằn vặt trong anh           | Quay tại Singapore                                        | [ 23 ]        |
| 2016 | Nhớ nhà                     | MV kết hợp phóng sự ngắn về những người lập nghiệp xa quê | [ 24 ]        |
| 2016 | Kệ nó đi                    |                                                           |               |
| 2017 | Nàng tôi                    | Quay tại Hàn Quốc                                         | [ 25 ]        |
| 2017 | Tôi không muốn cô đơn       |                                                           | [ 26 ]        |

### Phim

#### Truyền hình
| Năm  | Phim                      | Vai         | Đạo diễn                         | Kênh | Nguồn         |
| ---- | ------------------------- | ----------- | -------------------------------- | ---- | ------------- |
| 2008 | Bỗng dưng muốn khóc       | Duy         | Vũ Ngọc Đãng                     | VTV1 | [ 27 ]        |
| 2010 | Cô nàng bướng bỉnh        | Hồng Quân   | Chu Thiện                        | HTV7 | [ 28 ]        |
| 2010 | Hoàng tử xấu trai         | Hoàng Osin  | Châu Huế, Vũ Huân                | HTV9 | [ 29 ]        |
| 2012 | Tình khúc mùa thu         | Hoàng Quân  | Trương Dũng                      | VTV9 | [ 30 ]        |
| 2013 | Những đóa ngọc lan        | Thắng       | Trương Dũng                      | VTV9 | [ 31 ] [ 32 ] |
| 2014 | Cuộc chiến quý ông        | Phúc Minh   | Nghệ sĩ ưu tú Nguyễn Phương Điền | VTV9 | [ 33 ] [ 34 ] |
| 2014 | Hàng xóm                  | Vinh        | Quốc Thuận                       | VTV9 | [ 35 ] [ 36 ] |
| 2015 | Những cô nàng rắc rối     | Nguyên Khôi |                                  | VTV9 | [ 37 ] [ 38 ] |
| 2016 | Già néo đứt dây           |             |                                  | HTV7 |               |
| 2018 | Ngày ấy mình đã yêu       | Đô          | Nguyễn Khải Anh, Quang Vinh      | VTV3 | [ 39 ] [ 40 ] |
| 2022 | Dâu hổ đại chiến mẹ chồng | Tấn Lộc     | Dương Ngọc Của                   | HTV7 | [ 41 ]        |
| 2022 | Tạp hoá Năm Châu          | Hoàng       | Nguyễn Tấn Trực                  | HTV7 |               |

#### Điện ảnh
| Năm  | Phim                           | Vai            | Đạo diễn          | Doanh thu   | Nguồn        |
| ---- | ------------------------------ | -------------- | ----------------- | ----------- | ------------ |
| 2009 | Giải cứu thần chết             | Thần chết teen | Nguyễn Quang Dũng | 20 tỷ VNĐ   | [ 6 ] [ 42 ] |
| 2009 | Đẹp từng centimet              | Bản thân       | Vũ Ngọc Đãng      | 10,1 tỷ VNĐ | [ 43 ]       |
| 2010 | Công chúa teen và ngũ hổ tướng | Tâm            | Lê Lộc            | 25 tỷ VNĐ   | [ 44 ]       |

## Chương trình truyền hình
| Chương trình                       | Kênh    | Vai trò                   | Nguồn         |
| ---------------------------------- | ------- | ------------------------- | ------------- |
| Hát với ngôi sao                   | HTV7    | Khách mời                 |               |
| 2!Idol                             | Yeah1TV | Khách mời                 |               |
| Bếp chiến                          | YanTV   | Khách mời                 |               |
| Radio 88.8                         | YanTV   | Khách mời                 |               |
| Hành trình kết nối những trái tim  | HTV7    | MC                        |               |
| Tui hỏi sao trả lời                | SCTV14  | MC                        |               |
| Giai điệu phim Việt                | SCTV14  | MC                        |               |
| Thử thách cùng bước nhảy (mùa 5)   | HTV7    | MC                        |               |
| Tuyệt đỉnh song ca (mùa 2)         | HTV7    | MC                        | [ 45 ]        |
| Ai cũng bật cười (mùa 1, 2)        | HTV2    | Khách mời                 | [ 46 ]        |
| Gương mặt thân quen (mùa 1)        | VTV3    | Thí sinh                  | [ 47 ]        |
| Gương mặt thân quen Nhí (mùa 1)    | VTV3    | Thí sinh                  |               |
| Gương mặt thân quen Nhí (mùa 2, 3) | VTV3    | Khách mời                 |               |
| Gương mặt thân quen Nhí (mùa 4)    | VTV3    | Huấn luyện viên           | [ 48 ] [ 49 ] |
| Ca sĩ bí ẩn (mùa 1, 2, 4)          | HTV7    | Thành viên đội khách      |               |
| Hãy chọn giá đúng                  | VTV3    | Khách mời                 |               |
| Giọng ca bí ẩn (mùa 1)             | VTV3    | Nhà đầu tư                |               |
| Giọng ải giọng ai (mùa 1)          | VTV3    | Khách mời                 | [ 50 ]        |
| Sàn đấu ca từ (mùa 2, 3, 4, 5)     | VTV3    | Khách mời                 | [ 51 ] [ 52 ] |
| Ai là bậc thầy chính hiệu?         | VTV3    | Người chơi                |               |
| Ký ức vui vẻ (mùa 1, 3)            | VTV3    | Người chơi                | [ 53 ]        |
| Ký ức vui vẻ (mùa 4)               | VTV3    | Đội trưởng thập niên 2000 |               |
| Úm ba la ra chữ gì?                | VTV3    | MC                        | [ 54 ] [ 55 ] |
| Chọn đâu cho đúng?                 | VTV3    | Đội trưởng                |               |
| Lạ lắm à nha                       | VTV3    | Nhân vật bí ẩn            |               |
| Tần số tình yêu (mùa 3)            | HTV7    | MC                        | [ 56 ]        |
| Ước mơ của em                      | HTV7    | Hiệp sĩ                   | [ 57 ] [ 58 ] |

## Giải thưởng và đề cử
| Năm  | Giải thưởng         | Hạng mục               | Tác phẩm            | Kết quả | Nguồn         |
| ---- | ------------------- | ---------------------- | ------------------- | ------- | ------------- |
| 2009 | Giải Cánh diều 2008 | Nam diễn viên xuất sắc | Giải cứu thần chết  | Đề cử   | [ 59 ]        |
| 2018 | Ấn tượng VTV        | Diễn viên nam ấn tượng | Ngày ấy mình đã yêu | Đề cử   | [ 60 ] [ 61 ] |